# Somerville (Maine)
Somerville és una població dels Estats Units a l'estat de Maine (EUA). Segons el cens del 2000 tenia 509 habitants.

## Demografia
Segons el cens del 2000, Somerville tenia 509 habitants, 202 habitatges, i 136 famílies. La densitat de població era de 9 habitants/km².
Dels 202 habitatges en un 28,7% hi vivien nens de menys de 18 anys, en un 55,9% hi vivien parelles casades, en un 6,9% dones solteres, i en un 32,2% no eren unitats familiars. En el 25,7% dels habitatges hi vivien persones soles el 6,9% de les quals corresponia a persones de 65 anys o més que vivien soles. El nombre mitjà de persones vivint en cada habitatge era de 2,52 i el nombre mitjà de persones que vivien en cada família era de 3,01.
Per edats la població es repartia de la següent manera: un 26,9% tenia menys de 18 anys, un 4,7% entre 18 i 24, un 29,1% entre 25 i 44, un 29,3% de 45 a 60 i un 10% 65 anys o més.
L'edat mediana era de 41 anys. Per cada 100 dones de 18 o més anys hi havia 104,4 homes.
La renda mediana per habitatge era de 37.125 $ i la renda mediana per família de 40.455 $. Els homes tenien una renda mediana de 26.818 $ mentre que les dones 24.500 $. La renda per capita de la població era de 15.906 $. Entorn del 16,4% de les famílies i el 21,7% de la població estaven per davall del llindar de pobresa.